# Dianzhongia
Lufengia — викопний рід тритилодонтидових ссавцеподібних тварин із синемюрського періоду (рання юра) Юньнань, Китай. Лише часткові залишки черепа з місцевості Чжанцзява у формації Луфенг поки що можуть бути віднесені до цієї тварини. Це може бути синонімом спорідненого роду Lufengia.